# Praag 10
Praag 10 is een gemeentelijk district in de Tsjechische hoofdstad Praag. Het valt samen met het gelijknamige administratieve district. Tot het district behoort de gehele wijk Vršovice, het grootste deel van Strašnice en Malešice, een groot deel van Záběhlice, delen van Vinohrady en Michle en kleine delen van Hloubětín, Hrdlořezy (onbebouwd gebied) en Žižkov (één huis). Het gehele district heeft ruim 110.000 inwoners (2006).

## Aangrenzende districten
Praag 10 grenst aan een achttal andere districten. Vanaf het noorden met de klok mee zijn dat Praag 9, Praag 14, Praag-Štěrboholy, Praag 15, Praag 11, Praag 4, Praag 2 en Praag 3.
Praag 1 · Praag 2 · Praag 3 · Praag 4 · Praag-Kunratice · Praag 5 · Praag-Slivenec · Praag 6 · Praag-Lysolaje · Praag-Nebušice · Praag-Přední Kopanina · Praag-Suchdol · Praag 7 · Praag-Troja · Praag 8 · Praag-Březiněves · Praag-Ďáblice · Praag-Dolní Chabry · Praag 9 · Praag 10 · Praag 11 · Praag-Křeslice · Praag-Šeberov · Praag-Újezd · Praag 12 · Praag-Libuš · Praag 13 · Praag-Řeporyje · Praag 14 · Praag-Dolní Počernice · Praag 15 · Praag-Dolní Měcholupy · Praag-Dubeč · Praag-Petrovice · Praag-Štěrboholy · Praag 16-Radotín · Praag-Lipence · Praag-Lochkov · Praag-Velká Chuchle · Praag-Zbraslav · Praag 17-Řepy · Praag-Zličín · Praag 18-Letňany · Praag 19-Kbely · Praag-Čakovice · Praag-Satalice · Praag-Vinoř · Praag 20-Horní Počernice · Praag 21-Újezd nad Lesy · Praag-Běchovice · Praag-Klánovice · Praag-Koloděje · Praag 22-Uhříněves · Praag-Benice · Praag-Kolovraty · Praag-Královice · Praag-Nedvězí